# Монгайар (Тарн)
Монгайа́р (фр. Montgaillard, окс. Montgalhard) — коммуна во Франции, находится в регионе Юг — Пиренеи. Департамент — Тарн. Входит в состав кантона Виньобль и Бастид. Округ коммуны — Альби.
Код INSEE коммуны — 81178.

## География

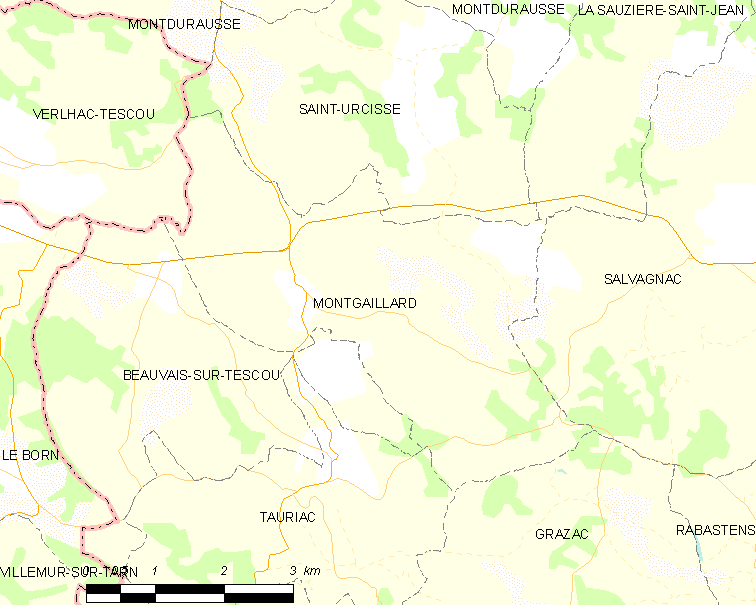
Карта коммуны

Коммуна расположена приблизительно в 560 км к югу от Парижа, в 37 км севернее Тулузы, в 45 км к западу от Альби.
На севере коммуны протекает река Теку.

## Климат
Климат умеренно-океанический. Зима мягкая и дождливая, лето жаркое с частыми грозами. Ветры довольно редки.

## Население
Население коммуны на 2010 год составляло 356 человек.
| 1962 | 1968 | 1975 | 1982 | 1990 | 1999 | 2010 |
| ---- | ---- | ---- | ---- | ---- | ---- | ---- |
| 311  | 294  | 264  | 262  | 249  | 304  | 356  |

## Экономика
В 2007 году среди 187 человек в трудоспособном возрасте (15—64 лет) 144 были экономически активными, 43 — неактивными (показатель активности — 77,0 %, в 1999 году было 67,0 %). Из 144 активных работали 130 человек (75 мужчин и 55 женщин), безработных было 14 (5 мужчин и 9 женщин). Среди 43 неактивных 10 человек были учениками или студентами, 19 — пенсионерами, 14 были неактивными по другим причинам.